# Coppa Sabatini 2024
La 72.ª edición de la clásica ciclista Coppa Sabatini fue una carrera en Italia que se celebró el 12 de septiembre de 2024 con inicio y final en la ciudad de Peccioli sobre un recorrido de 197,6 kilómetros.
La carrera formó parte del UCI ProSeries 2024, dentro de la categoría 1.Pro, y fue ganada por el suizo Marc Hirschi del UAE Team Emirates. Completaron el podio, como segundo y tercer clasificado respectivamente, el austriaco Gregor Mühlberger del Movistar y el danés Anders Foldager del Jayco AlUla.

## Equipos participantes
Tomaron parte en la carrera 23 equipos: 8 de categoría UCI WorldTeam invitados por la organización, 11 de categoría UCI ProTeam y 4 de categoría Continental. Formaron así un pelotón de 157 ciclistas de los que acabaron 62. Los equipos participantes fueron:
| WorldTeams (6)- EF Education-EasyPost - UAE Team Emirates - Arkéa-B&B Hotels - Cofidis - Movistar Team - Team Jayco AlUla ProTeams (10)- VF Group-Bardiani CSF-Faizané - Polti Kometa - Bingoal WB - Caja Rural-Seguros RGA - Equipo Kern Pharma - Team Corratec-Vini Fantini - Burgos-BH - Tudor Pro Cycling Team - TDT-Unibet - TotalEnergies Equipo continental- Work Service-Vitalcare-Dynatek |
| |

## Clasificación final
- La clasificación finalizó de la siguiente forma:[3]

| \| Clasificación general \| Clasificación general \| Clasificación general \| Clasificación general \| Clasificación general \| \| Ciclista \| Ciclista \| Equipo \| Tiempo \| \| \| --------------------- \| --------------------- \| -------------------------- \| --------------------- \| --------------------- \| \| 1.º \| Marc Hirschi \| UAE Team Emirates \| 4 h 53 min 00 s \| \| \| 2.º \| Gregor Mühlberger \| Movistar Team \| + 28 s \| \| \| 3.º \| Anders Foldager \| Team Jayco AlUla \| + 28 s \| \| \| 4.º \| Kristian Sbaragli \| Team Corratec-Vini Fantini \| + 28 s \| \| \| 5.º \| Axel Huens \| TDT-Unibet \| + 33 s \| \| \| 6.º \| Georg Steinhauser \| EF Education-EasyPost \| + 58 s \| \| \| 7.º \| Michael Storer \| Tudor Pro Cycling Team \| + 1 min 05 s \| \| \| 8.º \| Orluis Aular \| Caja Rural-Seguros RGA \| + 1 min 05 s \| \| \| 9.º \| Vincenzo Albanese \| Arkéa-B&B Hotels \| + 1 min 12 s \| \| \| 10.º \| Alexander Hajek \| Red Bull-Bora-Hansgrohe \| + 1 min 12 s \| \| |                   |                            |                 |
| |                   |                            |                 |
| Fuente: ProCyclingStats |                   |                            |                 |
| Clasificación general |                   |                            |                 |
| Ciclista | Ciclista          | Equipo                     | Tiempo          |
| 1.º | Marc Hirschi      | UAE Team Emirates          | 4 h 53 min 00 s |
| 2.º | Gregor Mühlberger | Movistar Team              | + 28 s          |
| 3.º | Anders Foldager   | Team Jayco AlUla           | + 28 s          |
| 4.º | Kristian Sbaragli | Team Corratec-Vini Fantini | + 28 s          |
| 5.º | Axel Huens        | TDT-Unibet                 | + 33 s          |
| 6.º | Georg Steinhauser | EF Education-EasyPost      | + 58 s          |
| 7.º | Michael Storer    | Tudor Pro Cycling Team     | + 1 min 05 s    |
| 8.º | Orluis Aular      | Caja Rural-Seguros RGA     | + 1 min 05 s    |
| 9.º | Vincenzo Albanese | Arkéa-B&B Hotels           | + 1 min 12 s    |
| 10.º | Alexander Hajek   | Red Bull-Bora-Hansgrohe    | + 1 min 12 s    |

## UCI World Ranking
La Coppa Sabatini otorgó puntos para el UCI World Ranking para corredores de los equipos en las categorías UCI WorldTeam, UCI ProTeam y Continental. Las siguientes tablas son el baremo de puntuación y los diez corredores que obtuvieron más puntos:
| Posición              | 1.º | 2.º | 3.º | 4.º | 5.º | 6.º | 7.º | 8.º | 9.º | 10.º | 11.º | 12.º | 13.º | 14.º | 15.º | 16.º-30.º | 31.º-40.º |
| Clasificación general | 200 | 150 | 125 | 100 | 85  | 70  | 60  | 50  | 40  | 35   | 30   | 25   | 20   | 15   | 10   | 5         | 3         |

| Clasificación |                   |                         |         |
| Posición      | Ciclista          | Equipo                  | General |
| ------------- | ----------------- | ----------------------- | ------- |
| 1.º           | Marc Hirschi      | UAE Emirates            | 200     |
| 2.º           | Gregor Mühlberger | Movistar                | 150     |
| 3.º           | Anders Foldager   | Jayco AlUla             | 125     |
| 4.º           | Kristian Sbaragli | Corratec-Vini Fantini   | 100     |
| 5.º           | Axel Huens        | TDT-Unibet              | 85      |
| 6.º           | Georg Steinhauser | EF Education-EasyPost   | 70      |
| 7.º           | Michael Storer    | Tudor                   | 60      |
| 8.º           | Orluis Aular      | Caja Rural-Seguros RGA  | 50      |
| 9.º           | Vincenzo Albanese | Arkéa-B&B Hotels        | 40      |
| 10.º          | Alexander Hajek   | Red Bull-BORA-hansgrohe | 35      |